# La Tierra robada
La Tierra robada (The Stolen Earth) es el duodécimo episodio de la cuarta temporada moderna de la serie británica de ciencia ficción Doctor Who, emitido originalmente el 28 de junio de 2008. Es la primera parte de una historia en dos episodios que concluye con El fin del viaje. La historia en ambos episodios son un crossover entre la serie y sus dos spin-offs de la época, Torchwood y The Sarah Jane Adventures, con el regreso de Rose Tyler (Billie Piper), Martha Jones (Freema Agyeman), Jack Harkness (John Barrowman), Jackie Tyler (Camille Coduri), Mickey Smith (Noel Clarke), Sarah Jane Smith (Elisabeth Sladen) y K-9 (John Leeson), y además aparecen personajes de los spin-offs como Gwen Cooper (Eve Myles), Ianto Jones (Gareth David-Lloyd), Luke Smith (Tommy Knight) y Alexander Armstrong (Sr. Smith). También marca el regreso de Davros, aquí interpretado por Julian Bleach, que no aparecía en la serie desde Remembrance of the Daleks (1988).

## Argumento
Al principio del episodio, la Tierra es teletransportada fuera de su localización en el espacio, poco después de que el Décimo Doctor y Donna Noble lleguen para investigar el aviso de Rose Tyler al final de Gira a la izquierda. El Doctor decide ir a la Proclamación de las Sombras, una fuerza de policía universal, para encontrar la Tierra. Descubren que han desaparecido 27 planetas, incluyendo la Tierra, Adiposa III (Compañeros de delitos), Pyrovillia (Los fuegos de Pompeya), y la luna perdida de Poosh (Medianoche). Donna menciona la desaparición de las abejas en la Tierra contemporánea, lo que permite al Doctor seguir la pista de los planetas hasta la Cascada Medusa, una falla interuniversal.
Un ejército de Daleks, liderado por su creador Davros, y el Dalek Supremo, conquistan rápidamente la Tierra. Las bases militares, incluyendo los cuarteles generales de UNIT en Nueva York y su portaaviones Valiant, son destruidos. Davros, que se creía muerto al principio de la Guerra del Tiempo fue rescatado por Dalek Caan, que entró en la guerra tras su salto temporal de emergencia en La evolución de los Daleks. El poder necesario para entrar en la Guerra del Tiempo, que está en una burbuja temporal que evitaba que cualquier viajero en el tiempo entrara allí, provocó que Caan adquiriera poderes precognitivos a costa de su cordura.
Los antiguos acompañantes del Doctor, Jack Harkness, Martha Jones, Sarah Jane Smith y Rose Tyler, quienes se habían enfrentado todos a los Daleks en el pasado, se esconden en varios lugares: Jack se refugia en el cuartel de Torchwood, Sarah Jane se queda en casa con su hijo Luke y el superordenador Sr. Smith, y Rose localiza a la madre de Donna, Sylvia Noble, y su abuelo, Wilfred Mott. Con todos salvo con Rose, que no tiene webcam, se pone en contacto la antigua primer ministro Harriet Jones a través de una "red sub-ondas" diseñada por el Sr. Cooper, un alienígena humanoide que conoció al Doctor en El viaje de los condenados para ponerse en contacto con los acompañantes del Doctor en tiempo de emergencia. Logran contactar con el Doctor amplificando la señal sub-ondas, usando al Sr. Smith y la falla temporal de Cardiff. El Doctor y los Daleks reciben la transmisión y siguen la señal: los Daleks matan a Harriet Jones; y el Doctor localiza la Tierra en un "universo de bolsillo" desincronizado temporalmente.
Al final del episodio, el Doctor llega al universo de bolsillo y recibe las imágenes de sus acompañantes en la señal sub-ondas. Cuando Davros secuestra la señal y se burla del Doctor sobre su resurrección y victoria inminente, el Doctor rompe la comunicación e intenta reunirse con sus acompañantes. El Doctor aterriza en la misma calle en la que Rose está buscándole y corre a abrazarla, pero un Dalek le dispara. Jack aparece y destruye al Dalek, y después ayuda a Rose y Donna a llevar al Doctor dentro de la TARDIS, donde comienza a regenerarse.

## Producción
La Tierra robada y El fin del viaje son la culminación de las cuatro temporadas de Doctor Who desde el regreso en la serie en 2005 con Russell T Davies. Davies dijo que ese final "había estado sembrándose desde hace mucho tiempo, con referencias pequeñas pero vitales que se remontan a la primera temporada". Se explican cosas como la desaparición de las abejas, la Cascada Medusa y la Proclamación de las Sombras. Es el primer crossover de la historia de Doctor Who con sus spin-offs, Torchwood y The Sarah Jane Adventures.
El final de la cuarta temporada comenzó a planearse a principios de 2006. Eran necesaria su escala épica y la aparición de un gran número de estrellas invitadas para compensar la reducción de emisión en 2009 y la inminente marcha de los productores Davies, Julie Gardner y Phil Collinson entre mediados de 2008 y principios de 2010. La historia se definió a principios de 2007, cuando Davies presentó su resumen de la cuarta temporada al equipo de producción. La aparición de Piper estuvo a punto de cancelarse cuando el rodaje se programó originalmente durante su luna de miel en enero de 2008. Freema Agyeman tenía contrato para aparecer en este final desde que aceptó el papel de Martha Jones en 2006.

### Casting

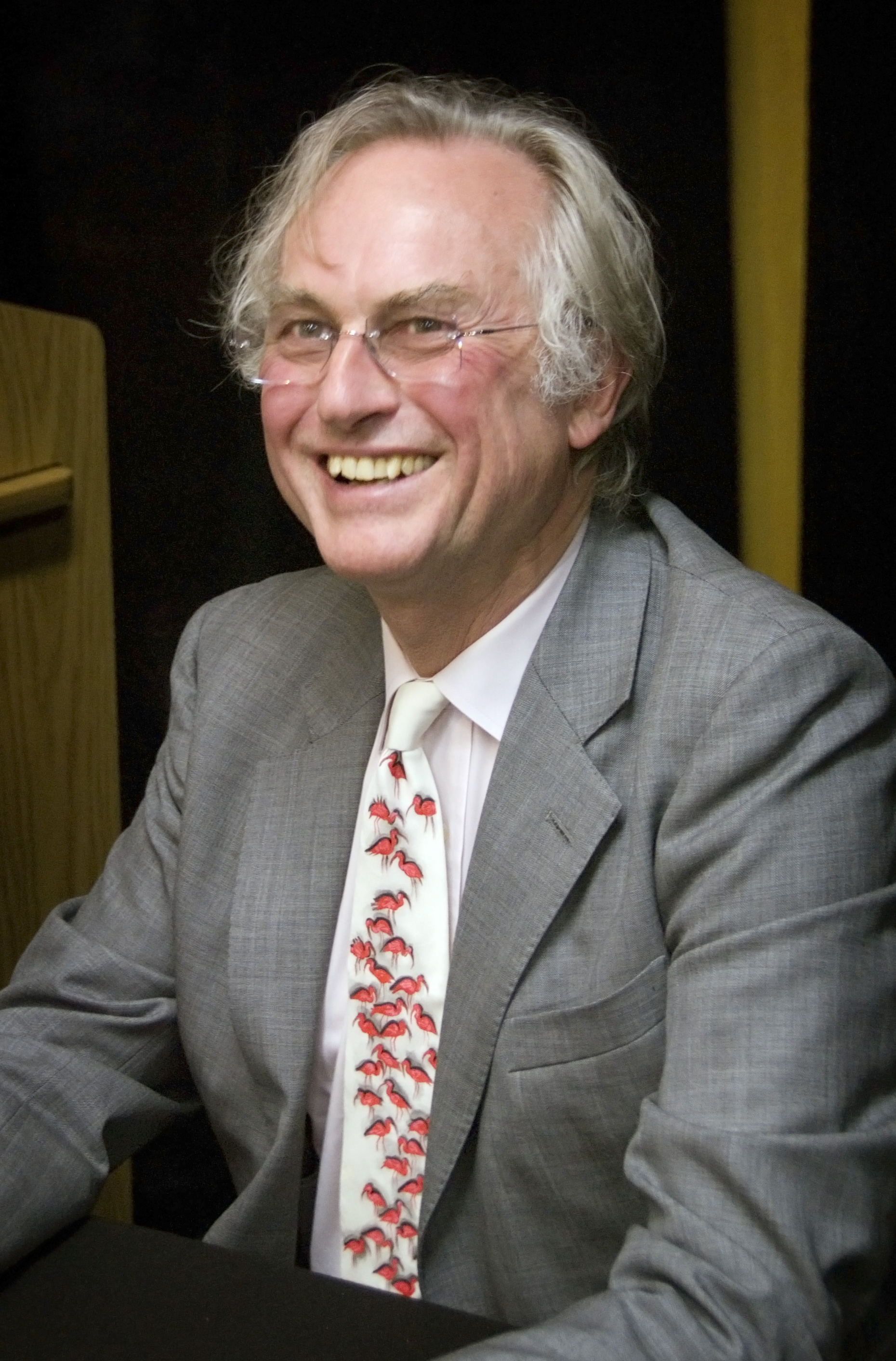
El biólogo y humanista Richard Dawkins accedió a hacer un cameo por su mujer, Lalla Ward, intérprete de la acompañante y Señora del Tiempo Romana a finales de los setenta.

En el final aparecen diecinueve actores principales, dieciséis de los cuales aparecen en La Tierra robada. A consecuencia de su naturaleza crossover, aparecen en Doctor Who por primera vez Gareth David-Lloyd como Ianto Jones y Tommy Knight como Luke Smith. Eve Myles que ya había aparecido como Gwyneth en Los muertos inquietos, hace su primera aparición como la coprotagonista de Torchwood Gwen Cooper. También regresan muchos actores ex-regulares o recurrentes de la serie: Billie Piper, Freema Agyeman, Adjoa Andoh, John Barrowman, Nicholas Briggs, Elisabeth Sladen y Penelope Wilton. El biólogo evolucionista Richard Dawkins y el cómico Paul O'Grady hacen cameos en la pantalla de televisión de Torchwood. O'Grady hizo el cameo después de que Davies se enteró de que era un fan de la serie, y Dawkins apareció en el guion cuando Cook le sugirió interpretar a un "profesor anciano" en un magacín de televisión nocturna. Dawkins aceptó por su asociación con Doctor Who: su mujer es Lalla Ward, intérprete de la segunda encarnación de Romana entre 1979 y 1981.

### Davros
La Tierra robada es la primera aparición de Davros desde el serial de 1988 Remembrance of the Daleks. Davies postpuso el regreso de Davros porque pensó que "Davros hubiera dominado a los Daleks... como simples robots, en lugar de los maquinadores genios que son", y usó las temporadas anteriores para establecer la inteligencia individual de los Daleks. Davros se mantuvo como plan de emergencia en varias ocasiones: el personaje hubiera aparecido en El momento de la despedida si el atrezzo del emperador Dalek hubiera sido demasiado caro; e "incluso hubiera habido la posibilidad" de que apareciera en la prisión de El foso de Satán. Davies escribió una historia sobre el origen de Davros para aclarar la historia de fondo del personaje, pero no se realizó por razones de tiempo.
Davies escogió a Julian Bleach para interpretar a Davros después de verle en el teatro y en su aparición en el episodio de Torchwood De entre la lluvia. Para mantener en secreto el regreso de Davros, se referían al personaje como "El Enemigo" o "Dave" entre los miembros del equipo, y se mantuvo tan anónimo en los guiones como era posible; sin embargo, el Radio Times calificó el secreto como "uno de los peor guardados... en la historia de la televisión. A David Tennant le gustaba la actitud "megalomaníaca hitleriana" de Davros y el sentimiento nostálgico que le provocó (el primer recuerdo de Doctor Who de Tennant era el debut de Davros en Genesis of the Daleks) y se describió a sí mismo como "absolutamente cautivado por la extraordinaria criatura". Para prepararse para el papel, Bleach volvió a ver Genesis of the Daleks, uno de sus seriales favoritos, para recordar la voz de Davros. Bleach describió su interpretación de Davros como "un retorcido megalomaníaco, un científico loco, y un genio torcido" al mismo tiempo, y describió el personaje en conjunto como "un cruce entre Hitler y Stephen Hawking", cuyos "deseos nihilistas" hacen al personaje "extraordinario". Bleach después usaría las habilidades oratorias del líder alemán y sus "discursos dogmáticos" como punto de referencia.
Davies, el diseñador de prótesis Neill Gorton, la diseñadora de vestuario Louise Page, y el artista conceptual Peter McKinstry decidieron que Davros mantuviera una apariencia fiel a la de su debut en Genesis of the Daleks, reemplazando únicamente su mano destruida en Revelation of the Daleks por un arma robótica.

## Emisión y recepción
Las mediciones nocturnas de audiencia mostraron que el episodio tuvo una audiencia de 7,4 millones de espectadores y un 38,3% de share. La medición final fue de 8,78 millones, la segunda audiencia más alta de la semana. Tuvo una puntuación de apreciación de 91, la más alta de toda la historia de la serie, y una de las más altas de toda la historia de la televisión terrestre en Reino Unido. Esta nota rompió el récord anterior de 89 que compartían El momento de la despedida, El día del Juicio Final, Silencio en la biblioteca y El bosque de los muertos.
The Guardian publicó tres críticas. Sam Wollaston hizo una crítica positiva del episodio; pensó que era un "episodio maravilloso" que "sería difícil superar". Gareth McLean describió el final del episodio como "un cliffhanger verdaderamente asombroso". Alabó al equipo de producción por lograr suprimir con éxito la información sobre la regeneración en una industria normalmente llena de filtraciones. Stephen Brook pensó que el episodio era "increíblemente bueno" y "genuinamente aterrador y emocionante". Lanzó su teoría sobre la cuestionable regeneración: si era real, y en caso de serlo, quién interpretaría a la siguiente encarnación, y qué acompañante moriría en El fin del viaje.
Thomas Sutcliffe de The Independent hizo una crítica negativa y expresó que el episodio era "exterminación sin inspiración". Antes del episodio se mostró emocionado por la aparición de Dawkins y O'Grady, y quedó decepcionado cuando solo aparecieron cuando Ianto hacía zapeo. Tras los cameos, "comenzó a perder el interés" porque no le gustaba los elementos de continuidad y crossover del episodio, y criticó la aparición de las frases cliché "¡Pero... eso es imposible!", "¡No puede ser!" y "¡Exterminar!". Cerró su crítica pidiendo a los productores que "cambiaran el disco".
Mark Wright de The Stage hizo la pregunta: "¿Cómo demonios hacer una crítica de esto?" Wright calificó el episodio de "el más loco, delicioso, audaz, brillante, tonto, emocionante y aterrador trozo de Doctor Who que nunca había visto en los 45 años de historia de la serie", y lo describió como "Doctor Who en su mejor momento de brillantez, entretenimiento y espectáculo". En su crítica, Wright explicó su gusto por la ficción crossover, y felicitó a Davies por la dirección a la que llevó Doctor Who, a convertirse en lo que Wright conseraba "una pequeña industria televisiva".
Ben-Rawson-Jones de Digital Spy le dio 5 estrellas sobre 5, diciendo que "La Tierra robada hace un buen trabajo juntando elementos de la serie actual, antiguos acompañantes y Davros". Escribió que admiraba la dirección de Graeme Harper de la escena en la que Sarah y Jack reciben la transmisión del continuo "¡Exterminar!" de los Daleks y dijo que "El trabajo de Harper... es digno de la gran pantalla, en términos de sus elementos visuales que cortan el aliento".
Charlie Jane Anders de io9 llamó a Davies "el Michael Bay gay" y "deseó por primera vez que Davies se quedara para producir una quinta temporada" de Doctor Who. Le encantaron "todos los argumentos tontos y giros mareantes de la trama" como el proyecto Indigo, la llave Osterhagen, la idea de usar "todos los teléfonos de Inglaterra" para llamar al Doctor, y el hecho de que Davros no pudiera cultivar un ejército Dalek "sin cortarse su propio torso". También alabó la interpretación de Bleach de Davros por capturar "la mezcla del personaje de curiosidad, manipulación y manía mejor que nadie desde (...) Michael Wisher".
Dave Golder de la revista SFX le dio al episodio 4 estrellas sobre 5. Alabó los efectos especiales del episodio, la interpretación de Bleach, el ritmo y el cliffhanger, pero criticó la Proclamación de las Sombras por ser "una tremenda decepción después de toda la expectación", y algunos momentos de los personajes por "lanzarse en la acción como pequeñas 'bombas emocionales'", como la "respuesta melodramática" de Jack y Sarah a la retransmisión de los Daleks.
Travis Flickett de IGN le dio al episodio un 7,6 sobre 10. Se enfocó principalmente en los Daleks, criticando su aparición por sobreuso. Citó a Davros y el "año y medio" de descanso como la razón por la que su reaparición "funcionó más o menos", pero criticó al personaje por "hacer poco para engrandecer el mito" y a Bleach por una interpretación "bastante sobreactuada".